# Nagromadzenia
Nagromadzenia (ang. Accumulations) – seria dzieł sztuki autorstwa Armana.

## Opis

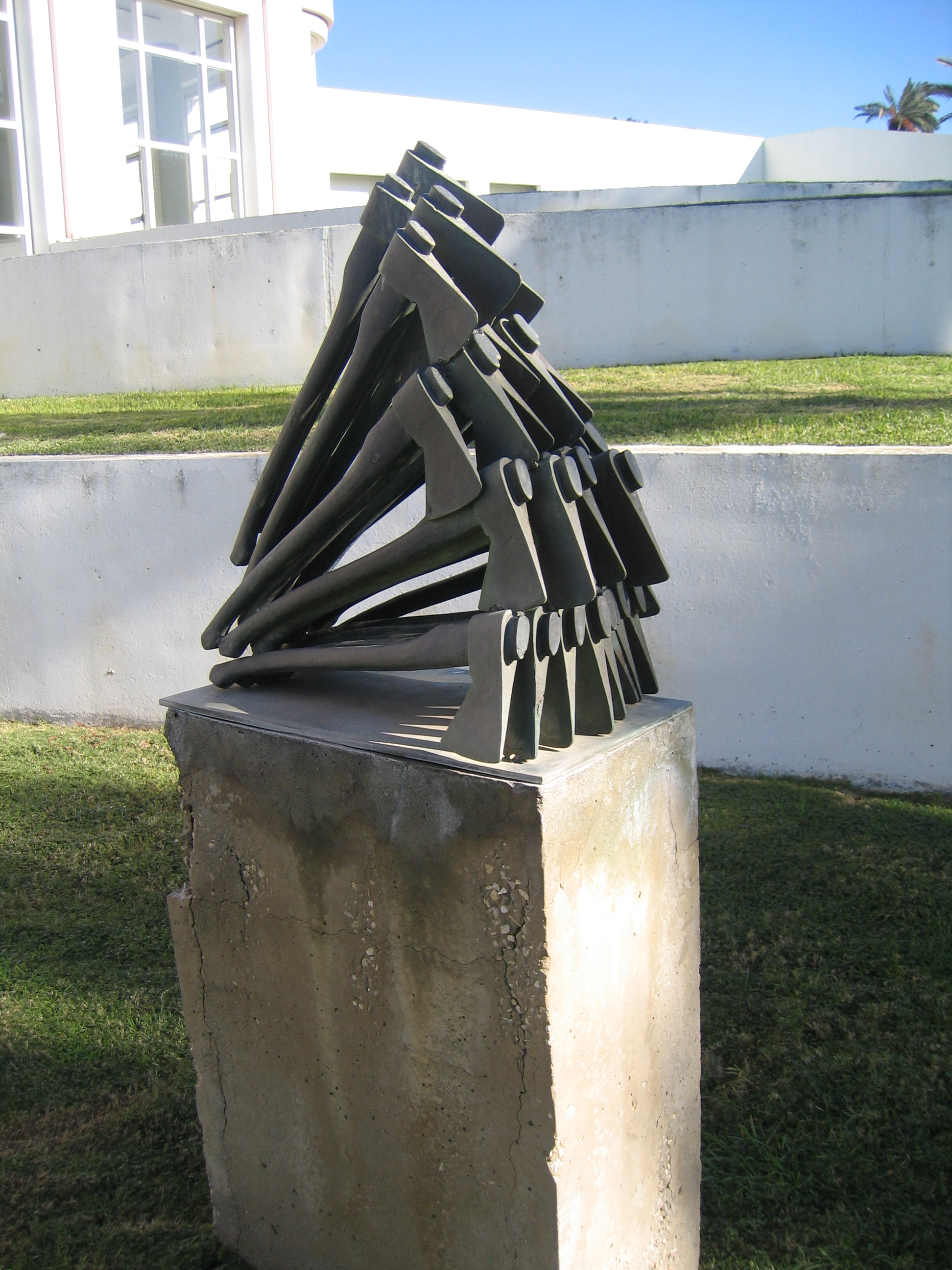
Rzeźba Avalanche (1990) na terenie kampusu Uniwersytetu Telawiwskiego, powtarzająca formę Nagromadzenia Soixante Fois Non! z 1980 roku.

Począwszy od 1953 roku, Arman zaczął tworzyć asamblaże poprzez gromadzenie wielu egzemplarzy tego samego przedmiotu. Zazwyczaj były to wytwory kultury przemysłowej: narzędzia, śmieci, odpady przemysłowe lub zepsuta elektronika, ale także instrumenty muzyczne. Te ostatnie powiązane są z osobowością jego ojca i nauczyciela, muzyka-amatora. Począwszy od lat 60., Arman współpracował z marką Renault, dla której wykonywał różne dzieła sztuki, w tym także Nagromadzenia z użyciem elementów ich pojazdów. Przykładowe Nagromadzenia i przedmioty z jakich były wykonane to: Untitled (Amiens 0.05) (1962, znaczki pocztowe); Mitraileuses (1973, wiertarki); Fetysz rolniczy (1973, główki dwuzębnych wideł); Le Contre Torpilleur (1974, główki młotów); The Big Sax (1976, saksofony); Wielka Parada (1976, puzony); Nuits de Chine (1976, akordeony); Cool Hands Blue (1977, rękawiczki robocze); Permanent Press (1977, koszule do garnituru); Soixante Fois Non! (1980, młotki); Les 1000 Yeux du Docteur Leitz (1985, aparaty Leica); Deroule (1996, sita kuchenne); La Chute des Courses (1996, wózki sklepowe). Arman kontynuował cykl do swojej śmierci w 2005 roku. Wybrane Nagromadzenia znajdują się w zbiorach takich placówek jak Metropolitan Museum of Art, Museum of Modern Art czy Peggy Guggenheim Collection.

## Interpretacja
Arman był jednym z czołowych przedstawicieli Nowego Realizmu. Ten francuski ruch artystyczny zawiązał się oficjalnie 27 października 1960 roku i rozwiązał tego samego dnia. Jednakże skupieni wokół niego artyści zarówno wcześniej jak i później realizowali jego założenia. Formalnie, Nowi Realiści nawiązywali wprost do przedwojennej awangardy. Nagromadzenia Armana wywodzą się wprost z ready-mades Marcela Duchampa. Pośrednio przyczynił się w ten sposób do popularyzacji twórczości samego Duchampa, którego dokonania we Francji nie były wtedy jeszcze powszechnie znane. Istnieją jednak różnice między ideą ready-made Duchampa a późniejszymi nagromadzeniami Armana. O ile ten pierwszy ustanawiał dziełami sztuki przedmioty możliwie najbardziej obojętne estetycznie (np. Suszarka do butelek), to asamblaże drugiego nie są pozbawione wartości estetycznych, a wręcz uporządkowane są w sposób atrakcyjny wizualnie. Arman rozwinął ideę Nagromadzeń w takich cyklach jak Portrety-roboty i Śmietniki i.
Nowi realiści pozornie akceptowali, że przyszło im tworzyć w dobie społeczeństwa konsumpcyjnego, gdzie ważną rolę odgrywa tzw. kultura spektaklu. Artyści tacy jak Arman często wykorzystywali w swoich pracach śmieci (por. W hołdzie dla Nowego Jorku Jeana Tinguely'ego, Mur z beczek. Żelazna kurtyna Christo i Jeanne-Claude). Historyk sztuki Benjamin H.D. Buchloh widzi w Nagromadzeniach echa dawnych przedmiotów użytkowych i tym samym stawia tezę, że Arman przewidział nieuniknioną w społeczeństwach kapitalistycznych industrializację śmierci.  Ponadto, zdaniem Buchloha, cykl francuskiego artysty jest też ostrzeżeniem przed ekologiczną katastrofą spowodowaną nadmierną produkcją odpadów.